# 3177 Chillicothe
A 3177 Chillicothe (ideiglenes jelöléssel 1934 AK) a Naprendszer kisbolygóövében található aszteroida. Henry L. Giclas fedezte fel 1934. január 8-án.